# آورو ۶۸۴
آورو ۶۸۴ (به انگلیسی: Avro 684) یک هواپیمای ساختِ کارخانهٔ آورو در کشور بریتانیا است.